# شب پادشاهان
شب پادشاهان (اسپانیایی: Noche de reyes‎) یک فیلم کمدی اسپانیایی به کارگردانی میگل باردم است که در سال ۲۰۰۱ منتشر شد. این فیلم، دومین اثر مستقل باردم پس از زشت‌ترین زن دنیا است. ابتدا قرار بود این فیلم در ماه‌های سرد زمستان و هنگام کریسمس ساخته شود، اما تصویربرداری آن در ماه اوت ۲۰۰۱ در شهرهای والنسیا و مادرید انجام شد و بازیگران مجبور بودند دمای گرم تابستان را با لباس‌های ضخیم زمستانی تحمل کنند. هزینهٔ ساخت فیلم آن ۶۰۰ میلیون پزوتا بود که در ۲۱ دسامبر ۲۰۰۱ به روی پرده‌های سینما رفت.

## گزیدهٔ بازیگران
- خواکین کلیمنت
- کیتی مانبر
- السا پاتاکی
- فله مارتینس
- ملانی اولیوارس
- اِکتور آلتریو
- توگو ایگاوا
- سکون د لا روسا
- آلکسیس والدس
- کلودیا گراوی
- روبرتو آلامو
- فرناندو تخه‌رو